# Andrei Popovici-Bâznoșanu
Andrei Popovici-Bâznoșanu (n. 25 martie 1876, Bâznoasa (azi Lunca) jud. Botoșani – d. 20 octombrie 1969, București) a fost un renumit zoolog român. A întemeiat Stațiunea Zoologică de la Sinaia (1922). Membru fondator al Academiei de Științe din România (1938).

## Biografie
A fost un pasionat naturalist. Armean din Moldova după mamă (Erbiceanu). Căsătorit în 1903 cu Maria Buiucliu (Maria Șt. Buicli), descendenta unei familii armenești de junimiști, au avut împreună o fiică, Maria-Zanfira, căsătorită cu avocatul Constantin (Titu) Deleanu (decedat la 4 februarie 1966). A fost bun prieten cu istoricul și zoologul Constantin Kirițescu. 
Arhiva Erbiceanu–Buiucliu–Popovici–Bâznoșanu, care cuprinde documente vechi de câteva sute de ani (de la Miron Costin), a fost predată Academiei Române de fiica zoologului.
La Stațiunea zoologică de la Sinaia a fost înființat un muzeu dedicat fondatorului său, Andrei Popovici-Bâznoșanu, iar la Bâznoasa a fost ridicat un monument dedicat naturalistului și o școală care îi poartă numele. 

## Studii
- A absolvit Liceul A. T. Laurian din Botoșani.
- În 1890 a absolvit Facultatea de Științe naturale de la Universitatea din București. Studii superioare universitare la München și Berlin.
- Doctor în zoologie descriptivă în 1892 în cadrul Universității din București.
- În 1905 a susținut la München doctoratul în filosofie și zoologie, cu profesorul Richard Hertwig.
- Studii de specializare de anatomie comparată la Sorbona, de zoologie la Berlin și la Stațiunea zoologică de la Villefranche-sur-Mer (Franța).

## Activitatea didactică și științifică
- Din 1906 a fost conferențiar la catedra de zoologie a Facultății de Științe din București
- În 1920-1960 - profesor universitar la Catedra de Biologie generală, Facultatea de Științe naturale, Universitatea București.
- În 1899 a înființat Societatea Naturaliștilor din România.
- În anul 1922 a fondat Stațiunea Zoologică de la Cumpătu-Sinaia cu o cabană pentru cercetări pe Jepii Mici, fiind și directorul acesteia, până în 1941 (urmat de Constantin Motaș) și s-a sprijinit pe organizația turistică numită Cabana Naturaliștilor, al cărei consilier a fost.
- În 1928 a fost coorganizator al primului Congres al naturaliștilor de la Cluj  și al Rezervației Retezat (1935). A militat pentru legiferarea ocrotirii naturii și a mediului înconjurător în România împreună cu Emil Racoviță și Alexandru Borza.
- În 1920-1932 a scos în cadrul societății naturaliștilor revista Publicațiile Societății naturaliștilor din România, iar în 1932-1943 revista Buletinul Societății naturaliștilor din România.
- În 1938 a fost membru fondator al Academiei de Științe din România.[2]

## Domenii de cercetare
Cercetări asupra insectelor din România. Studii de faună sistematică (taxonomie animală) și parazitologie, anatomie, fiziologie și metamorfoză, etologie, ecologie, ocrotirea naturii, precum și probleme de biologie generală. Introduce în știință noțiunea de biogenă pe care o consideră unitatea sinecologică elementară.

## Distincții
- Ordinul Muncii clasa a II-a (15 ianuarie 1957) „pentru merite deosebite în activitatea științifică, cu prilejul împlinirii a 80 ani”[3]
- titlul de „Profesor Emerit al Republicii Populare Romîne” (13 octombrie 1964) „cu prilejul aniversarii a 100 de ani de la înființarea Universității din București, pentru activitate îndelungată, contribuție în dezvoltarea științei și merite deosebite în dezvoltarea învățămîntului superior”[4]

## Lucrări publicate
Publică 48 de lucrări științifice în țară și străinătate. Dintre lucrările sale mai importante amintim: 
- "Note sur les chéloines terrestres de Roumanie", București 1900.
- "Contributions a l'étude des parasites endoglobulaire du sang des Vertèbres", București, 1901.
- "Beitrage zur Kenntuis des Circulation system der Insecten", Jena 1905.
- "Etude biologique comparative sur quelques espèces d'Osmina, Paris, 1909.
- "Les colorations homo-cromes individuelles", București, 1911;
- "Sur les phénomènes de convergence dans le monde vegetal" Paris, 1949.
- "Sur les convergences dans la règne animal", Varșovia, 1960.
- "Probleme de ecologie de viață din RSR", București, 1969.